# Liste der Entscheidungen des Ständigen Internationalen Gerichtshofs
Zwischen 1922 und 1940 befasste sich der Ständige Internationale Gerichtshof (StIGH) mit 29 zwischenstaatlichen Streitigkeiten (Series A). Er gab 27 Rechtsgutachten (advisory opinions) ab (Series B). Ab 1931 sind die zwischenstaatlichen Streitfälle, Rechtsgutachten und Anordnungen des Gerichts unter Series A/B zusammengefasst.
Die Entscheidungen des Gerichts waren wegweisend für die Entwicklung des Völkerrechts.
Der Ständige Internationale Gerichtshof wurde 1946 aufgelöst.

## Series A
| Nummer | Name                                                                       |
| ------ | -------------------------------------------------------------------------- |
| A01    | S.S. „Wimbledon“                                                           |
| A02    | Mavrommatis Palestine Concessions                                          |
| A03    | Treaty of Neuilly‚ Article 179‚ Annex‚ Paragraph 4 (Interpretation)        |
| A04    | Interpretation of Judgment No.3                                            |
| A05    | Mavrommatis Jerusalem Concessions                                          |
| A06    | Certain German Interests in Polish Upper Silesia (Preliminary Objections)  |
| A07    | Certain German Interests in Polish Upper Silesia (Merits)                  |
| A08    | Denunciation of the Treaty of 2 November 1865 between China and Belgium    |
| A09    | Factory at Chorzów (Jurisdiction)                                          |
| A10    | „Lotus“                                                                    |
| A11    | Readaptation of the Mavrommatis Jerusalem Concessions (Jurisdiction)       |
| A12    | Factory at Chorzów (Indemnities)                                           |
| A13    | Interpretation of Judgments Nos. 7 and 8 (Factory at Chorzów)              |
| A14    | Denunciation of the Treaty of 2 November 1865 between China and Belgium    |
| A15    | Rights of Minorities in Upper Silesia (Minority Schools)                   |
| A16    | Denunciation of the Treaty of 2 November 1865 between China and Belgium    |
| A17    | Factory at Chorzów (Merits)                                                |
| A18    | Denunciation of the Treaty of 2 November 1865 between China and Belgium    |
| A19    | Factory at Chorzów                                                         |
| A20    | Serbian Loans                                                              |
| A21    | Brazilian Loans                                                            |
| A22    | Free Zones of Upper Savoy and the District of Gex                          |
| A23    | Territorial Jurisdiction of the International Commission of the River Oder |
| A24    | Free Zones of Upper Savoy and the District of Gex (second phase)           |

## Series B
| Nummer | Name |
| ------ | --- |
| B01    | Designation of the Workers’ Delegate for the Netherlands at the Third Session of the International Labour Conference           |
| B02    | Competence of the ILO in regard to International Regulation of the Conditions of the Labour of Persons Employed in Agriculture |
| B03    | Competence of the ILO to Examine Proposal for the Organization and Development of the Methods of Agricultural Production       |
| B04    | Nationality Decrees Issued in Tunis and Morocco                                                                                |
| B05    | Status of Eastern Carelia |
| B06    | German Settlers in Poland |
| B07    | Acquisition of Polish Nationality                                                                                              |
| B08    | Jaworzina |
| B09    | Monastery of Saint-Naoum |
| B10    | Exchange of Greek and Turkish Populations                                                                                      |
| B11    | Polish Postal Service in Danzig                                                                                                |
| B12    | Interpretation of Article 3‚ Paragraph 2‚ of the Treaty of Lausanne                                                            |
| B13    | Competence of the ILO to Regulate Incidentally the Personal Work of the Employer                                               |
| B14    | Jurisdiction of the European Commission of the Danube                                                                          |
| B15    | Jurisdiction of the Courts of Danzig                                                                                           |
| B16    | Interpretation of the Greco-Turkish Agreement of 1 December 1926 (Final Protocol‚ Article IV)                                  |
| B17    | Greco-Bulgarian "Communities"                                                                                                  |
| B18    | Free City of Danzig and ILO |

## Series A/B
| Nummer | Name |
| ------ | --- |
| A/B40  | Access to German Minority Schools in Upper Silesia                                                       |
| A/B41  | Customs Regime between Germany and Austria                                                               |
| A/B42  | Railway Traffic between Lithuania and Poland                                                             |
| A/B43  | Access to‚ or Anchorage in‚ the port of Danzig‚ of Polish War Vessels                                    |
| A/B44  | Treatment of Polish Nationals and Other Persons of Polish Origin or Speech in the Danzig Territory       |
| A/B45  | Interpretation of the Greco-Bulgarian Agreement of 9 December 1927                                       |
| A/B46  | Free Zones of Upper Savoy and the District of Gex                                                        |
| A/B47  | Interpretation of the Statute of the Memel Territory                                                     |
| A/B48  | Legal Status of the South-Eastern Territory of Greenland                                                 |
| A/B49  | Interpretation of the Statute of the Memel Territory                                                     |
| A/B50  | Interpretation of the Convention of 1919 concerning Employment of Women during the Night                 |
| A/B51  | Delimitation of the Territorial Waters between the Island of Castellorizo and the Coasts of Anatolia     |
| A/B52  | Prince von Pless Administration                                                                          |
| A/B53  | Legal Status of Eastern Greenland                                                                        |
| A/B54  | Prince von Pless Administration                                                                          |
| A/B55  | Legal Status of the South-Eastern Territory of Greenland                                                 |
| A/B56  | Appeals from Certain Judgments of the Hungaro/Czechoslovak Mixed Arbitral Tribunal                       |
| A/B57  | Prince von Pless Administration                                                                          |
| A/B58  | Polish Agrarian Reform and German Minority                                                               |
| A/B59  | Prince von Pless Administration                                                                          |
| A/B60  | Polish Agrarian Reform and German Minority                                                               |
| A/B61  | Appeal from a Judgment of the Hungaro/Czecoslovak Mixed Arbitral Tribunal (The Peter Pázmány University) |
| A/B62  | Lighthouses case between France and Greece                                                               |
| A/B63  | Oscar Chinn                                                                                              |
| A/B64  | Minority Schools in Albania                                                                              |
| A/B65  | Consistency of Certain Danzig Legislative Decrees with the Constitution of the Free City                 |
| A/B66  | Pajzs‚ Czáky‚ Esterházy                                                                                  |
| A/B67  | Losinger                                                                                                 |
| A/B68  | Pajzs‚ Czáky‚ Esterházy                                                                                  |
| A/B69  | Losinger                                                                                                 |
| A/B70  | Diversion of Water from the Meuse                                                                        |
| A/B71  | Lighthouses in Crete and Samos                                                                           |
| A/B72  | Borchgrave                                                                                               |
| A/B73  | Borchgrave                                                                                               |
| A/B74  | Phosphates in Morocco                                                                                    |
| A/B75  | Panevezys-Saldutiskis Railway                                                                            |
| A/B76  | Panevezys-Saldutiskis Railway                                                                            |
| A/B77  | Electricity Company of Sofia and Bulgaria                                                                |
| A/B78  | Société Commerciale de Belgique                                                                          |
| A/B79  | Electricity Company of Sofia and Bulgaria                                                                |
| A/B80  | Electricity Company of Sofia and Bulgaria                                                                |